# Cayo Sombrero
Cayo Sombrero es el nombre de una isla del mar Caribe que pertenece al parque nacional Morrocoy y está incluida en la parte más oriental del Municipio Monseñor Iturriza del estado Falcón, en el oeste de Venezuela.

## Características

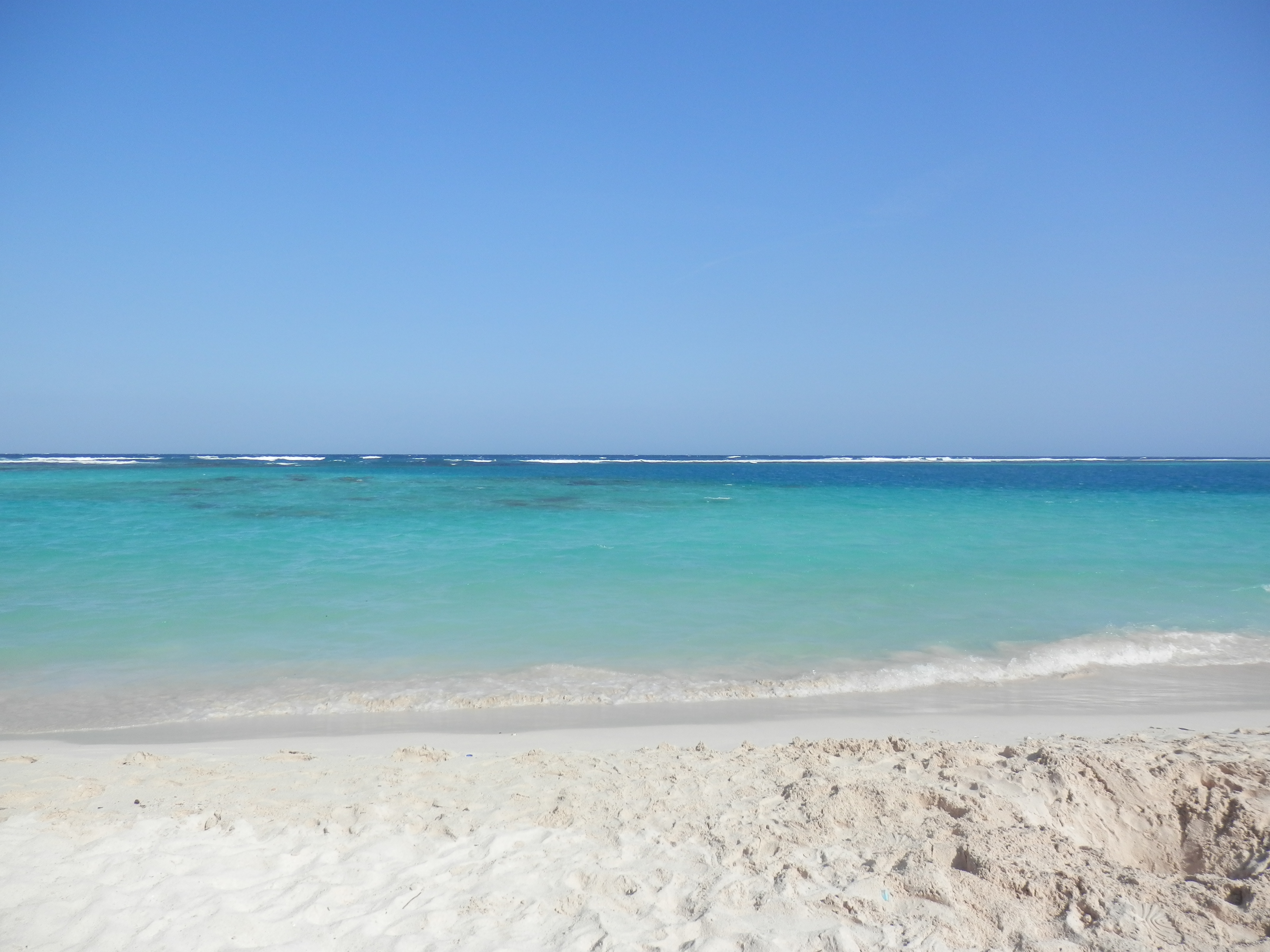
Playa del cayo.

Es la isla más grande después de Punta Brava y una de las islas más populares del parque nacional. Posee una superficie aproximada de 35 hectáreas o 0,35 kilómetros cuadrados por lo que tiene una superficie un poco más pequeña que la Ciudad del Vaticano.
Cuenta con dos playas grandes y un bosque de palmeras que ofrece sombra natural. Es equidistante de las poblaciones de Tucacas y Chichiriviche. Se encuentra en la parte más oriental del parque nacional Morrocoy, cerca de Cayo Pescadores y Playa Mayoral.